# Thorichthys socolofi
Thorichthys socolofi es una especie de peces de la familia Cichlidae en el orden de los Perciformes.

## Morfología
Los machos pueden llegar alcanzar los 7,9 cm de longitud total.

## Distribución geográfica
Se encuentra en  América Central: cuenca del río Grijalva (México).